# Rik Van de Walle
Rik Van de Walle (Gent, 21 juli 1970) is een Belgische gewoon hoogleraar en burgerlijk natuurkundig ingenieur aan de faculteit Ingenieurswetenschappen en Architectuur van de Universiteit Gent. Hij is de huidige rector van de Universiteit Gent.  

## Biografie
Van de Walle studeerde aan de Universiteit Gent en behaalde de diploma's van burgerlijk natuurkundig ingenieur (1994) en doctor in de toegepaste wetenschappen: natuurkunde (1998). Zijn doctoraatsonderzoek ging over het reduceren van bewegingsartefacten (zoals wazigheid) bij magnetic resonance imaging. Na een verblijf als postdoctoraal onderzoeker aan de Universiteit van Arizona in Tucson (VS) keerde hij terug naar de universiteit van Gent, waar hij in 2001 voltijds docent werd. In 2004 werd Van de Walle hoogleraar, en in 2010 gewoon hoogleraar. Van 2008 tot 2012 was hij lid van de raad van bestuur van de Universiteit Gent en van 2012 tot 2017 decaan van de faculteit Ingenieurswetenschappen en Architectuur.
In 2001 richtte Van de Walle het Multimedia Lab op. Deze onderzoeksgroep was een van de stichtende onderzoeksgroepen van iMinds (sinds 2016 imec) en werd in 2016 omgedoopt tot Internet & Data Lab (IDLab), na een fusie met twee andere onderzoeksgroepen over vakgroep- en zelfs universiteitsgrenzen heen. IDLab is inmiddels een zeer omvangrijke groep geworden: ongeveer 350 leden maken er deel van uit.
Van de Walle is sinds 2016 lid van de Koninklijke Vlaamse Academie van België voor Wetenschappen en Kunsten (klasse Technische Wetenschappen). In 2011 en 2021 werd hij benoemd tot Officier resp. Commandeur in de Leopoldsorde.
Op 25 september 2017 werd Van de Walle na een woelige verkiezingsperiode verkozen als rector van de Universiteit Gent. Zijn mandaat met Mieke Van Herreweghe als vicerector ging in op 1 oktober 2017. Hij volgde Anne De Paepe op, die met Freddy Mortier als vicerector gedurende vier jaar de universiteit bestuurde.
Eind 2019 riep ScienceGuide hem uit tot een van de toppers van het collegejaar 2018-19. In datzelfde jaar werd hij verkozen tot President van CESAER, een van de belangrijkste associaties van universiteiten in Europa. Na twee mandaten van telkens twee jaar volgde Orla Feely hem in 2024 op als President van CESAER.
Op 5 mei 2021 werd Van de Walle herverkozen als rector. Zijn tweede ambtstermijn loopt tot september 2025. In april 2025 was hij kandidaat voor een derde termijn, maar hij verloor de verkiezing van oud-minister Petra De Sutter.
In september 2021 volgde hij Luc Sels op als voorzitter van de Vlaamse Interuniversitaire Raad. Dit mandaat gaf hij in 2023 op zijn beurt door aan Jan Danckaert.
Vanaf 1 oktober 2025 zal Van de Walle bijdragen tot de verdere ontwikkeling van IDLab en tot IDLab's inbreng in de ontwikkeling van 'The Brain – AI Tech Hub Ghent', Tech Lane Ghent Science Park en de Universiteit Gent als geheel, met een bijzondere focus op internationalisering en netwerking. Het doel is bestaande samenwerkingen van IDLab met kennisinstellingen en bedrijven te versterken en mogelijkheden te verkennen voor het opzetten van nieuwe partnerschappen op basis van een gedeelde visie, gedeelde ambitie en excellentie.

## Persoonlijk
Van de Walle woont in Aalter, is gehuwd, heeft twee kinderen en een pluskind. Hij is lid van een vrijmetselaarsloge. Hij is tevens een bedreven marathonloper en lid van Racing Club Gent Atletiek.